# Žablji kraci
Žablji kraci /žablji krakovi,  bataci, batkovi, baci/ gastronomski specijalitet koji se na različite načine priprema od žabljih krakova. Neka od najpoznatijih mjesta u Hrvatskoj po ovom specijalitetu su Lokve i Trilj. 
U raznim krajevima priprema se na razne načine, kao:"žablji bataci s rajčicom", "žablji bataci u tijestu", "kuhani žablji bataci", "poh(ov)ani žablji bataci" (na bečki način), "prženi žablji bataci s bijelim lukom", "žablji kraci s finim začinima", "žablji kraci s pršutom", "žablji kraci u bijelom vinu", "žablji kraci u vinu i pršutu", "žablji kraci na žaru"...